# 찬드라
찬드라(산스크리트어: चन्द्र) 또는 소마(산스크리트어: सोम)는 힌두교의 달의 신으로 밤, 식물, 식생과 관련이 있다. 그는 나바그라하 (힌두교의 아홉 행성)와 디크팔라 (방향의 수호자) 중 한 명이다.

## 어원 및 다른 이름

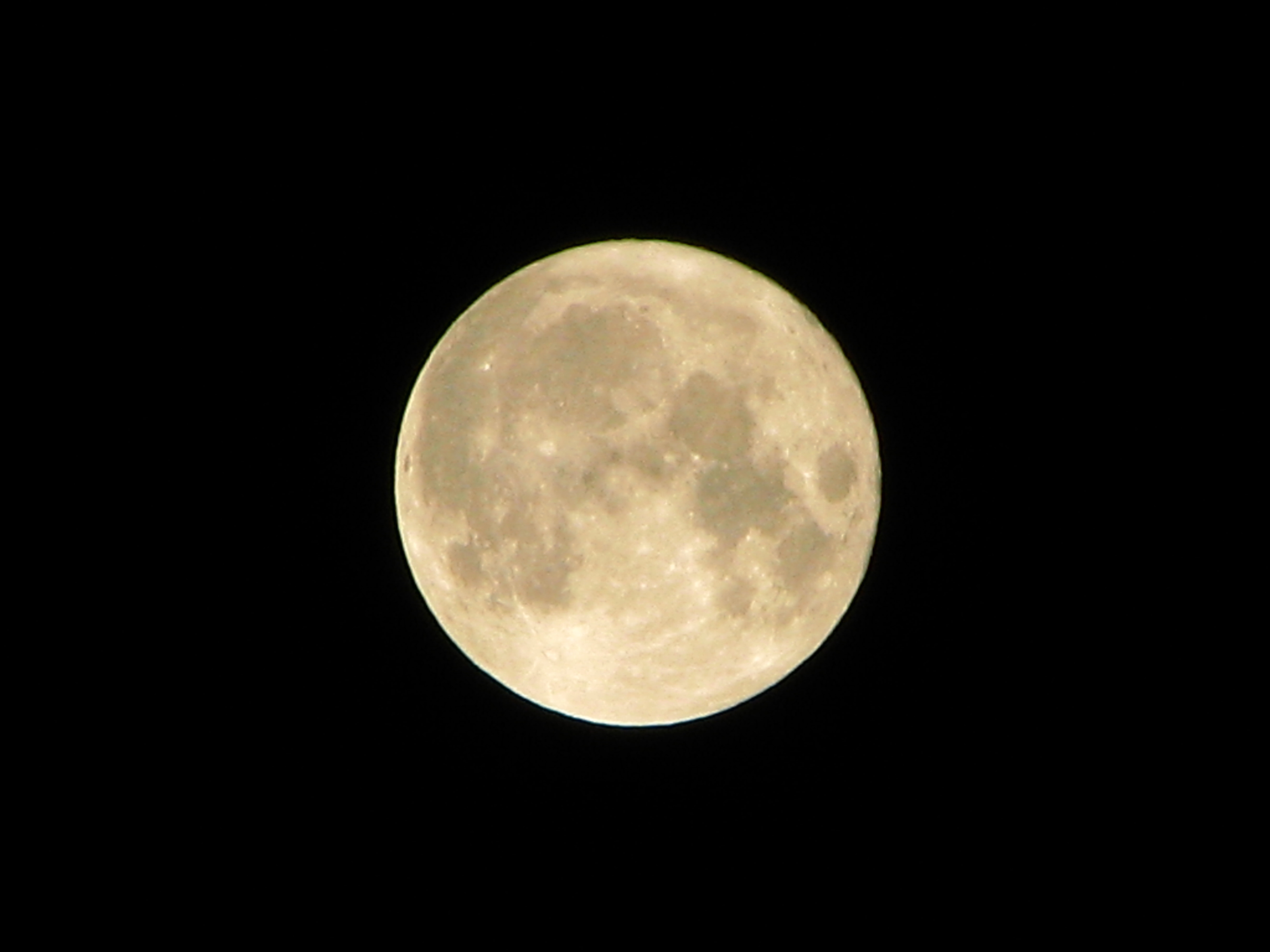
경전은 달을 푸른 하늘의 호수에 떠 있는 흰 거위에 비유한다.

"찬드라"라는 단어는 문자 그대로 "밝은, 빛나는 또는 반짝이는"을 의미하며 산스크리트어 및 다른 인도아리아어군에서 "달"을 나타내는 데 사용된다. 또한 아수라 및 이크슈바쿠 왕조 왕을 포함한 힌두 신화의 다양한 다른 인물들의 이름이기도 하다. 또한 흔한 인도 이름이자 성씨이다. 산스크리트어에서 유래한 많은 남아시아 언어에는 남성 및 여성 이름 변형이 존재한다.
찬드라의 동의어로는 소마(증류물), 인두(밝은 물방울), 아트리수타(아트리의 아들), 샤신 또는 샤친(토끼로 표시된), 타라디파(별들의 군주), 니샤카라(밤을 만드는 자), 나크샤트라파티(나크샤트라의 군주), 오샤디파티(약초의 군주), 우두라즈 또는 우두파티(물의 군주), 쿠무다나타(연꽃의 군주), 우두파(배) 등이 있다.

### 소마
소마는 신을 지칭하는 가장 흔한 다른 이름 중 하나이지만, 달을 지칭하는 단어의 가장 초기 사용은 학술적 논쟁의 대상이다. 일부 학자들은 소마라는 단어가 베다에서 가끔 달을 지칭하는 데 사용되었다고 주장하는 반면, 다른 학자들은 그러한 용법이 후기 베다 문헌에서만 나타났다고 주장한다.
베다에서 소마라는 단어는 주로 같은 이름의 식물로 만든 취하게 하는 활력/치유 음료와 그것을 나타내는 신을 지칭하는 데 사용된다. 후기 베다 인도 신화에서 소마는 달과 식물과 관련된 찬드라를 지칭하는 데 사용된다. 힌두교 경전은 달이 태양에 의해 밝혀지고 양육되며, 불멸의 신성한 넥타르가 달에 있다고 말한다. 푸라나에서 소마는 때때로 비슈누, 시바 (소마나타로서), 야마라자 및 쿠베라를 지칭하는 데도 사용된다. 일부 인도 문헌에서는 소마가 압사라의 이름이거나, 약용 혼합물, 쌀물 죽, 또는 천국과 하늘의 이름, 순례지의 이름으로 사용된다.
인도 신비주의에 대한 관심에 영감을 받아, 올더스 헉슬리는 그의 소설 멋진 신세계에서 베다의 의식 음료 소마의 이름을 따서 인구를 통제하기 위해 국가에서 사용하는 약물의 이름을 지었다.

## 신화

### 베다

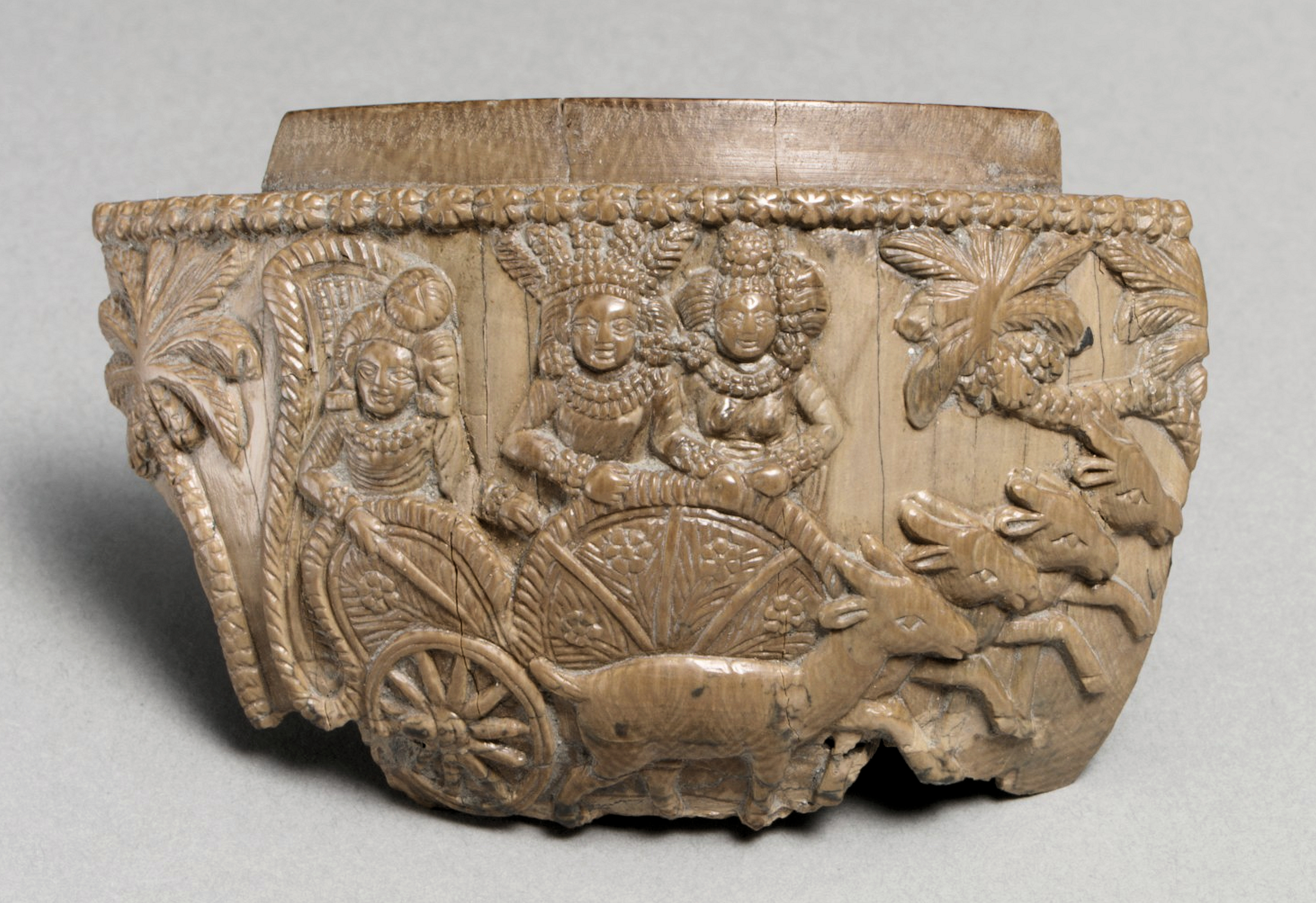
2세기-1세기 BCE 슝가 왕조 서벵골에서 아내와 시종과 함께 전차를 탄 달의 신 찬드라의 모습일 가능성이 있다.

소마의 기원은 힌두교의 베다 경전으로 거슬러 올라가며, 거기서 그는 같은 이름의 식물로 만든 음료의 의인화이다. 학자들은 이 식물이 베다 문명에서 중요한 역할을 했으며, 따라서 이 신은 판테온에서 가장 중요한 신 중 하나였다고 말한다. 이 베다 경전에서 소마는 식물과 숲의 군주, 강과 땅의 왕, 신들의 아버지로 칭송된다. 리그베다의 전체 만달라 9는 식물과 신 모두를 포함하는 소마에게 바쳐진다. 베다 경전에서 소마를 달의 신으로 식별하는 것은 학자들 사이에서 논란이 많은 주제이다. 윌리엄 J. 윌킨스에 따르면, "후년에 소마라는 이름은 [...] 달에게 주어졌다. 이러한 변화가 어떻게, 왜 일어났는지는 알려져 있지 않다. 그러나 후기 베다 찬송가에는 이러한 전환의 일부 증거가 있다.

### 서사시와 푸라나
라마야나, 마하바라타, 푸라나와 같은 후기 베다 경전에서 소마는 달의 신으로 언급되며 찬드라를 포함한 많은 별명을 가지고 있다. 대부분의 이 경전들에 따르면, 찬드라는 형제들인 다타트레야와 두르바사와 함께 현자 아트리와 그의 아내 아나수야의 아들이었다. 데비 바가바타 푸라나는 찬드라를 창조신 브라흐마의 아바타라로 언급한다. 일부 경전에는 찬드라의 탄생에 대한 다양한 설명이 포함되어 있다. 한 경전에 따르면 그는 다르마의 아들이며, 다른 경전에서는 프라바카르를 그의 아버지로 언급한다. 찬드라에 대한 많은 전설이 경전에 전해진다.

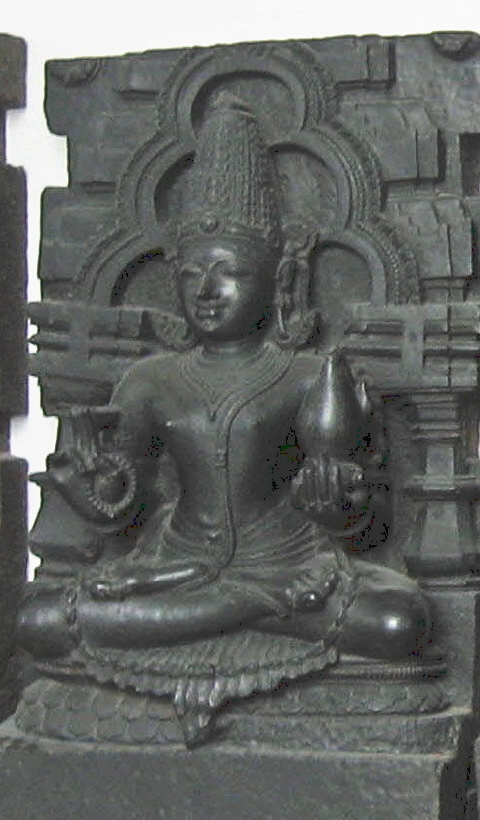
찬드라, 대영박물관, 13세기, 코나르크

찬드라와 관련된 가장 두드러진 이야기 중 하나는 데바의 스승인 브리하스파티의 아내인 타라와의 부도덕한 관계를 중심으로 한다. 이야기에 따르면 타라는 방황 중에 찬드라의 거처에 왔고, 그들은 서로 사랑에 빠졌다. 브리하스파티가 아내를 되찾으려는 여러 시도에도 불구하고 타라는 찬드라와 함께 머물렀다. 브리하스파티의 제자들과 심지어 브리하스파티 자신도 찬드라와 맞섰는데, 찬드라는 타라가 자의로 왔으며 원하면 떠날 것이라고 주장했다. 상황은 브리하스파티가 데바에게 개입을 요청하면서 악화되었다. 데바의 왕인 인드라는 전쟁을 위협하여 찬드라에게 타라를 돌려주도록 강요했다. 그러나 데바들은 의견이 분열되었고, 스승 슈크라가 이끄는 아수라들은 찬드라 편에 섰다. 데바와 아수라 사이에 격렬한 충돌이 벌어져 우주적 혼란이 야기되었다. 결국 창조자 브라흐마가 개입하여 질서를 회복했다. 그는 찬드라와 슈크라를 꾸짖어 전투를 중단시켰다. 찬드라는 마지못해 타라를 브리하스파티에게 돌려주었다. 그러나 타라는 이미 임신 중이었고, 이로 인해 아이의 친자 관계에 대한 분쟁이 발생했다. 브라흐마는 다시 개입하여 타라에게 직접 질문했다. 그녀는 찬드라가 아버지라고 밝혔다. 결과적으로 브라흐마는 브리하스파티에게 아이를 찬드라에게 넘겨주도록 명령했다. 이 결합으로 태어난 아이는 부다라고 이름 지어졌고, 그는 나중에 지성과 지혜와 관련된 중요한 신이 되었다.
찬드라는 전통적으로 현자 다크샤의 27명의 딸들과 결혼했는데, 이 딸들은 27개의 나크샤트라 (달의 궁)를 의인화한다. 이 딸들의 이름은 아슈비니, 바라니, 크리티카, 로히니, 므리가시라, 아르드라, 푸나르바수, 푸시야, 아슐레샤, 마가, 푸르바팔구니, 웃타라팔구니, 하스타, 치트라, 스와티, 비샤카, 아누라다, 지예슈타, 물라, 푸르바샤다, 웃타라아사다, 슈라바나, 다니스따, 샤타비샤, 푸르바바드라, 웃타라바드라, 그리고 레바티이다. 찬드라가 이 나크샤트라를 통과하는 움직임은 달의 주기를 반영하며 다양한 점성술 및 의례적 관행에 영향을 미친다. 27명 모두와 결혼했음에도 불구하고 찬드라는 로히니에게 특별한 애정을 보여 다른 아내들의 질투를 샀다. 로히니에 대한 편애는 다른 아내들이 아버지 다크샤에게 불평하게 만들었다. 다크샤의 반복된 경고에도 불구하고 찬드라는 로히니를 계속 선호했다. 분노한 닥샤는 찬드라에게 크샤야로가 (소모병 또는 결핵)로 고통받을 것을 저주했다. 이 질병은 찬드라뿐만 아니라 달의 영향에 의존하는 약용 식물과 다른 생명체에도 영향을 미쳤다. 데바들이 개입했고, 많은 간청 끝에 다크샤는 그의 저주를 수정하여 찬드라가 매월 절반 동안 사라스바티 티르타에서 목욕함으로써 질병에서 벗어날 수 있도록 허락했다. 이 신화적 설명은 달의 차고 이지러짐을 설명하며, 찬드라가 신성한 물에 주기적으로 잠기는 것은 그의 점진적인 회복과 쇠퇴를 상징한다 (마하바라타, 샬랴 파르바, 35장).
사무드라 만타나 (대양 휘젓기)의 신화적 이야기에서, 데바와 아수라는 암리타 (불멸의 넥타르)를 찾았다. 라후라는 악마가 브라만으로 변장하여 넥타르를 마시려고 했다. 수리야 (태양)와 찬드라는 속임수를 알아차리고 비슈누에게 알렸고, 비슈누는 수다르샤나차크라로 라후의 머리를 잘랐다. 그러나 라후는 넥타르를 마셨기 때문에 그의 머리와 몸은 불멸이 되어 라후와 케투라는 존재를 형성했다. 라후와 케투는 자신들의 속임수를 폭로한 수리야와 찬드라에게 적대감을 품고 주기적으로 달과 태양을 "삼켜" 일식과 월식을 일으킨다. 이 신화는 우주적 긴장과 갈등의 순간으로서의 일식을 상징적으로 나타낸다. 프리투 황제 치세에 부미데비 (지구)는 모든 존재에게 영양을 공급하기 위해 암소로 변형되었다. 현자들이 부미데비를 착유할 때 찬드라는 송아지 역할을 했고, 이 행동은 브라흐마를 기쁘게 했다. 이에 대한 인정으로 브라흐마는 찬드라를 별과 약의 왕으로 즉위시켰다. 이 역할은 약용 식물과 치유 기술에 대한 찬드라의 영향을 나타내며, 그의 주기를 약초의 성장 및 효능과 연결한다.
찬드라는 8명의 원소 신 그룹인 아슈타-바수 중 한 명이다. 그는 아내 마노하라와 함께 바르차스, 시시라, 프라나, 라마나 등 4명의 아들을 두었다. 특히, 그의 아들 바르차스는 나중에 마하바라타의 영웅적인 아르주나의 아들인 아비만유로 환생했다.
또 다른 전설에 따르면, 가네샤는 만월이 진 밤늦게 쿠베라가 베푼 성대한 잔치에서 자신의 탈것인 크라운차 (땃쥐)를 타고 집으로 돌아오는 길이었다. 돌아오는 길에 뱀이 그들의 길을 가로막았고, 놀란 크라운차는 가네샤를 떨어뜨리고 도망쳤다. 과식한 가네샤는 배를 잡고 땅에 떨어져 먹었던 모닥들을 모두 토했다. 이를 본 찬드라는 가네샤를 비웃었다. 가네샤는 화가 나서 송곳니 하나를 부러뜨려 달을 향해 던졌고, 달을 다치게 하고 다시는 온전해지지 못하도록 저주했다. 따라서 가네샤 차투르티에는 찬드라를 바라보는 것이 금지된다. 이 전설은 달의 차고 이지러짐과 심지어 지구에서도 볼 수 있는 달의 큰 분화구, 즉 검은 점을 설명한다.
찬드라는 힌두 점성술 (조티샤)에서 중요한 위치를 차지하며 정신, 감정 및 다산과 관련이 있다. 그의 위상은 인간 행동, 농업 및 의례의 시기에 영향을 미치는 것으로 여겨진다. 밤의 광명체로서 찬드라는 수리야로 대표되는 태양 에너지의 균형을 이루며 우주의 반사적이고 양육적인 측면을 구현한다.

## 도상학
소마의 도상학은 힌두교 경전마다 다르다. 가장 흔한 것은 그가 흰색의 신으로, 손에 철퇴를 들고 세 개의 바퀴와 세 개 이상의 흰 말(최대 열 마리)이 끄는 전차를 탄 모습이다.
달의 신으로서의 소마는 불교와 자이나교에서도 발견된다.

## 황도대와 달력
소마는 힌두력에서 소마바라 또는 월요일이라는 단어의 뿌리이다. 그리스-로마 및 기타 인도유럽어족 달력에서 "월요일"이라는 단어 또한 달에 바쳐진다. 소마는 힌두 황도대 시스템의 나바그라하의 일부이다. 나바그라하의 역할과 중요성은 다양한 영향을 통해 시간이 지남에 따라 발전했다. 달을 신격화하고 그 점성술적 중요성을 부여하는 것은 베다 시대 초기에 이루어졌으며 베다에 기록되었다. 인도에서 기록된 가장 초기 점성술 연구는 기원전 14세기에 편찬되기 시작한 베당가 조티샤이다. 달과 다양한 고전 행성은 기원전 약 1000년경 아타르바베다에서 언급되었다.
나바그라하는 조로아스터교 및 헬레니즘의 영향을 포함하여 서아시아의 추가적인 기여로 더욱 발전했다. 야바나자타카 또는 '야바나의 과학'은 서부 크샤트라파 왕 루드라카르만 1세의 통치 하에 "Yavanesvara"("그리스인의 군주")라는 인도-그리스인에 의해 쓰여졌다. 나바그라하는 샤카 시대에 사카 또는 스키타이인들과 함께 더욱 발전하고 절정에 달했다. 또한 사카인의 기여는 인도 국정력의 기초가 되었으며, 이는 또한 사카 달력이라고도 불린다.
힌두력은 달 주기와 태양 주기를 모두 기록하는 태음태양력이다. 나바그라하와 마찬가지로, 그것은 다양한 저작물의 연속적인 기여로 발전했다.

## 천문학
소마는 힌두 천문학 경전에서 행성으로 추정되었다. 5세기 아리아바타의 아리아바티야, 6세기 라타데바의 로마카와 바라하미히라의 판차 시단티카, 7세기 브라마굽타의 칸다카댜카, 8세기 랄라의 시샤디브리디다와 같은 다양한 산스크리트어 천문학 경전에서 자주 논의된다. 5세기에서 10세기 사이에 완성된 것으로 추정되는 수리야 시단타와 같은 다른 경전들은 신화가 포함된 다양한 행성에 대한 장을 제시한다. 그러나 그들은 힌두 학자들이 타원 궤도를 알고 있었으며, 이 경전들이 과거 및 미래 위치를 계산하는 정교한 공식을 포함하고 있음을 보여준다.
달의 경도 = {\displaystyle m-{\frac {P\times R\sin(m-a)}{360}}}
– 수리야 시단타 II.39.43
여기서 m은 달의 평균 경도, a는 원지점에서의 경도, P는 원점 궤도, R=3438'이다.

## 찬드라 사원
나바그라하 사원에서의 숭배 외에도 찬드라는 다음 사원에서도 숭배된다 (이 부분 목록을 확장하는 데 도움을 주십시오)
- 파리말라 랑가나타 페루말 사원: 찬드라를 위한 성역이 있는 비슈누 사원
- 카일라사나타르 사원, 틴갈루르: 찬드라와 관련된 나바그라하 사원; 주신은 시바
- 찬드라물리스바라르 사원, 아리찬드라푸람: 찬드라를 위한 성역이 있는 시바 사원
- 티루바라구남가이 페루말 사원: 찬드라와 관련된 나바 티루파티 비슈누 사원

## 대중문화
찬드라는 영어 최초의 장편 미스터리 소설 중 하나인 더 문스톤 (1868)에서 중요한 역할을 한다.
산스크리트어 찬드라야나(산스크리트어: चन्द्रयान, 달 차량)는 인도의 달 궤도선들을 지칭하는 데 사용된다.

## 같이 보기
- 아르다 찬드라사나, 요가의 반달 자세
- 나바그라하
- 소마
- 소말람마
- 달의 신 목록
- 힌두교의 신 목록

### 설명주
1. ↑  윌킨스는 다음과 같이 말한다. "다음 구절에서 소마는 두 가지 의미로 사용되는 것으로 보인다—취하게 하는 즙의 신으로서, 그리고 밤을 지배하는 달로서. '소마에 의해 아디트야는 강하고; 소마에 의해 땅은 위대하며; 소마는 별들 가운데 놓여 있다. 그들이 식물을 으깰 때, 마시는 자는 그것을 소마로 여긴다. 사제들이 소마(달)로 여기는 그를 아무도 마시지 않는다.' 다른 구절에서는 다음과 같은 기도가 발견된다. '신 소마여, 그들이 달이라고 부르는 그가 나를 자유롭게 하소서.... 소마는 달이며, 신들의 음식이다. 태양은 아그니의 본성을 가지고 있고, 달은 소마의 본성을 가지고 있다.'

### 참조주
1. ↑  Vinod ChandraaSrivastava (2008). 《History of Agriculture in India, Up to C. 1200 A.D.》. Concept Publishing. 557쪽. ISBN 978-81-8069-521-6.
2. 1 2 3  Edward Washburn Hopkins 1968, 90쪽.
3. ↑  “Significance of Colors in Astrological Remedies - astrosagar.com”. 2019년 10월 21일에 원본 문서에서 보존된 문서. 2018년 6월 10일에 확인함.
4. ↑  “Jyotsnakali, Jyotsnākālī: 4 definitions”. 2019년 3월 16일.
5. 1 2 3 4  Dalal 2010a, 394쪽.
6. ↑  Monier-Williams 1872, 315쪽.
7. ↑  Graha Sutras by Ernst Wilhelm, published by Kala Occult Publishers ISBN 0-9709636-4-5 p. 51
8. 1 2 3 4 5 6 7  Mani 1975, 171쪽.
9. 1 2 3 4  Dalal 2010a, 393쪽.
10. ↑  Dalal, Roshen (2010). 《The Religions of India: A Concise Guide to Nine Major Faiths》 (영어). Penguin Books India. ISBN 978-0-14-341517-6.
11. ↑  Stevenson, Jay (2000). 《The Complete Idiot's Guide to Eastern Philosophy》 (미국 영어). Indianapolis: Alpha Books. 46쪽. ISBN 9780028638201.
12. ↑  Nirukta, Chapter 11, Part 3. The oldest available book for Vedic Etymology
13. ↑  RgVeda 9.1.1, Samaveda 1
14. 1 2  Monier Monier-Williams (1872). 《A Sanskrit-English Dictionary》. Oxford University Press (Reprint: 2001). 1137쪽.
15. ↑  “Metropolitan Museum of Art”. 《www.metmuseum.org》.
16. ↑  Stephanie Jamison 2015, 80쪽.
17. ↑  Wilkins 1913, 73쪽.
18. ↑  Jones & Ryan 2006, 104쪽.
19. 1 2  Dowson 1870, 301쪽.
20. ↑  Dalal 2010, 393쪽.
21. ↑  Usha, K R. “Why Ganesha has a Broken Tusk or Why the Moon has a Crater”. 《The University of Iowa》. 2017년 7월 2일에 원본 문서에서 보존된 문서. 2017년 6월 30일에 확인함.
22. ↑  John C. Huntington; Dina Bangdel (2003). 《The Circle of Bliss: Buddhist Meditational Art》. Serindia. 76쪽. ISBN 978-1-932476-01-9.
23. ↑  R. T. Vyas; Umakant Premanand Shah (1995). 《Studies in Jaina Art and Iconography》. Abhinav Publications. 23쪽. ISBN 978-81-7017-316-8.
24. ↑  Dalal 2010a, 89쪽.
25. ↑  Lionel D. Barnett (1994). 《Antiquities of India: An Account of the History and Culture of Ancient Hindustan》. Asian Educational Services. 188–192 with footnotes쪽. ISBN 978-81-206-0530-5.
26. ↑  Aryabhatta; H. Kern (Editor, Commentary) (1973). 《The Aryabhatiya》 (산스크리트어, 영어). Brill Archive. xx쪽.
27. 1 2  Ebenezer Burgess (1989).  P Ganguly, P Sengupta, 편집. 《Sûrya-Siddhânta: A Text-book of Hindu Astronomy》. Motilal Banarsidass (Reprint), Original: Yale University Press, American Oriental Society. vii–xi쪽. ISBN 978-81-208-0612-2.
28. 1 2  Ebenezer Burgess (1989).  P Ganguly, P Sengupta, 편집. 《Sûrya-Siddhânta: A Text-book of Hindu Astronomy》. Motilal Banarsidass (Reprint), Original: Yale University Press, American Oriental Society. xx쪽. ISBN 978-81-208-0612-2.

## 서지
- Dalal, Roshen (2010a). 《Hinduism: An Alphabetical Guide》. Penguin Books India. 394쪽. ISBN 978-0-14-341421-6.
- Monier-Williams, Monier (1872). 《A Sanskrit-English Dictionary》 (영어). Clarendon. 315쪽.
- Mani, Vettam (1975). 《Puranic Encyclopaedia: a Comprehensive Dictionary with Special Reference to the Epic and Puranic Literature》. Motilal Banarsidass Publishers. ISBN 978-0-8426-0822-0.
- Edward Washburn Hopkins (1968). 《Epic Mythology》. Biblo & Tannen Publishers. 90쪽. ISBN 978-0-8196-0228-2.
- Stephanie Jamison (2015). 《The Rigveda –– Earliest Religious Poetry of India》. Oxford University Press. ISBN 978-0190633394.
- Wilkins, William J. (1913). 〈Soma〉. 《Hindu Mythology – Vedic and Puranic》. Thacker Spink London.
- Jones, Constance; Ryan, James D. (2006). 《Encyclopedia of Hinduism》 (영어). Infobase Publishing. ISBN 978-0-8160-7564-5.
- Dowson, John (1870). 《A Classical Dictionary of Hindu Mythology and Religion, Geography, History, and Literature》 (영어). Trübner & Company.